# Kwiatomir czteroplamy
Kwiatomir czteroplamy (Pachyta quadrimaculata) – gatunek chrząszcza z rodziny kózkowatych.